# Juan José Calva González
Juan José Calva González (Ciudad de México, 1962) es un bibliotecólogo, investigador, académico y profesor universitario mexicano.
Es licenciado (1988) y maestro (1998) en Bibliotecología por la UNAM. Cuenta con un doctorado en Ciencias de la Información por la Universidad Complutense de Madrid (2001). Desde 1995 es investigador del Centro Universitario de Investigaciones Bibliotecológicas Cuib, es Investigador Titular A definitivo, tiene el nivel “C” del PRIDE y es miembro del Sistema Nacional de Investigadores, con el nivel II.

## Académico
Su línea de investigación es la de usuarios de la información. Recientemente terminó el proyecto Necesidades de la información y comportamiento en la búsqueda de información de sujetos de entre 12 y 15 años de edad, apoyado por Consejo Nacional de Ciencia y Tecnología (Conacyt). Actualmente está en proceso de conclusión el proyecto titulado Desarrollo de la industria vitivinícola en México: Información para la producción de Vitis vinífera, apoyado por PAPIIT. Asimismo, coordina otro proyecto lectivo: Análisis de las investigaciones sobre el fenómeno de las necesidades de información en España y México en diversas comunidades sociales y académicas. Es autor de cuatro libros, siendo el último de ellos Satisfacción de usuarios: investigación y modelo teórico (CUIB, 2009); compilador de 14 obras, coeditor de dos y colaborador en dos más. También, en forma individual y en coautoría ha publicado numerosos artículos en diversas revistas nacionales y extranjeras, entre ellas la Revista General de Información y Documentación y la Revista Iberoamericana sobre usuarios de la información. Asimismo, cuenta con varias ponencias publicadas en memoria, las cuales fueron presentadas en distintos eventos académicos del país y del extranjero.

## Docencia
Desde 1989 es profesor de asignatura en el Colegio de Bibliotecología de la Facultad de Filosofía y Letras (UNAM). A partir del 2001 imparte cátedra en el Programa de Estudios de Posgrado en Bibliotecología y Estudios de la Información. Es tutor y profesor de posgrado en bibliotecología y Estudios de la Información. También colaboró como profesor de tiempo fijo en el Colegio de Bachilleres/SEP en 1987. Fue miembro de la Comisión Revisora del Plan de Estudios de la Licenciatura en Bibliotecología de 1992 a 2002.
Ha formado parte del sínodo en numerosos exámenes profesionales y posgrado. Ha fungido como jurado calificador en diversos eventos académicos. Ha asesorado cerca de 30 tesis de licenciatura, 20 de maestría y otras más de doctorado. Es tutor de ocho alumnos de Posgrado en Bibliotecología y Estudios de la Información.
Ha sido instructor en varios cursos de actualización dirigidos a profesores y profesionales de la bibliotecología en universidades nacionales y extranjeras. Ha participado en ponencias y conferencias dentro y fuera del país.
De 1986-1990, fue coordinador de la Biblioteca de Estudios Profesionales en la Facultad de Psicología de la UNAM; de 1990-1994 fue jefe del Departamento de Planeación de la Dirección General de Bibliotecas; en 1994 laboró en el área de procesos técnicos del Centro Nacional de Información y Promoción de la Literatura del Instituto Nacional de Bellas Artes; en los años de 1994 y 1995 fue secretario técnico en la Facultad de Ciencias Políticas y Sociales de la UNAM; en esta misma institución, fue el secretario académico del Centro Universitario de Investigaciones Bibliotecológicas de 2001 a 2009.

## Editor Académico
Es editor académico de la revista Investigación Bibliotecológica. Es árbitro de las revistas Investigación Bibliotecológica, Revista Interamericana de Bibliotecología y de Hemera: revistas de ciencias bibliotecológicas y de la información. Fue editor general y fundador de la revista Liber.

## Cuerpos Colegiados
Ha sido miembro de la Comisión Dictaminadora de la Dirección General de Bibliotecas (1989-1992). Es integrante de la Comisión Dictaminadora de Bibliotecología. Miembro de las Comisiones PRIDE del CUIB y de la DGB-UNAM. Fue Consejero Técnico Profesor en la Facultad de Filosofía y Letras de la UNAM como representante de los profesores. Fue miembro del Consejo Interno del CUIB. También ha participado activamente en diversas asociaciones profesionales como el Colegio Nacional de Bibliotecarios, AC, y en la Asociación Mexicana de Bibliotecarios, AC.
Miembro de la Academia Mexicana de Ciencias.